# Западная Белоруссия
За́падная Белоруссия (бел. Заходняя Беларусь) — термин, применявшийся в СССР по отношению к территории современной Беларуси, находившейся в составе Польской Республики с 1921 по сентябрь 1939 года. Официально включена в состав СССР 2 ноября 1939 года.

## Возникновение термина
Точное время возникновения термина неизвестно. Так, белорусский историк И. Ковкель относит его к осени 1920 года и связывает с занятием этой территории польскими войсками. Польская исследовательница А. Бергман связывает появление этого названия с созданием Коммунистической партии Западной Белоруссии в 1923 году. В советской историографии во время Второй мировой войны определение «Западная Белоруссия» было заменено термином «западные области Белорусской ССР».
Стереотип «западника», «западного русина» среди белорусского населения появился очень рано, корни его можно отыскать ещё в XVI веке, в то время он воплотился среди шляхты, для которой вестернизация означала латинизацию и окончилась в конце XVIII века почти полной полонизацией. XIX век принёс обратные тенденции — в сторону русификации и перехода в православие, избегания польскости, которая была определяющей чертой стереотипа западника. В Польской Республике стереотип западника воплощался в польском землевладельце, чиновнике или осаднике. После включения северо-восточных земель польского государства в состав СССР словом «западник» стали называть жителей западных областей БССР.

## История
По итогам Версальского договора, восточная граница Польской Республики должна была проходить по линии Керзона. Окончательно вопрос об установлении границы межвоенной Польши и БССР, УССР был решен в Риге в 1921 г. подписанием Рижского мирного договора между РСФСР, УССР и Польшей.
После похода РККА в Западную Белоруссию и Украину в сентябре 1939 г., было организовано Белорусское народное собрание (Белосток), которое 29 октября 1939 года подало прошение, о включении Западной Белоруссии в состав БССР.

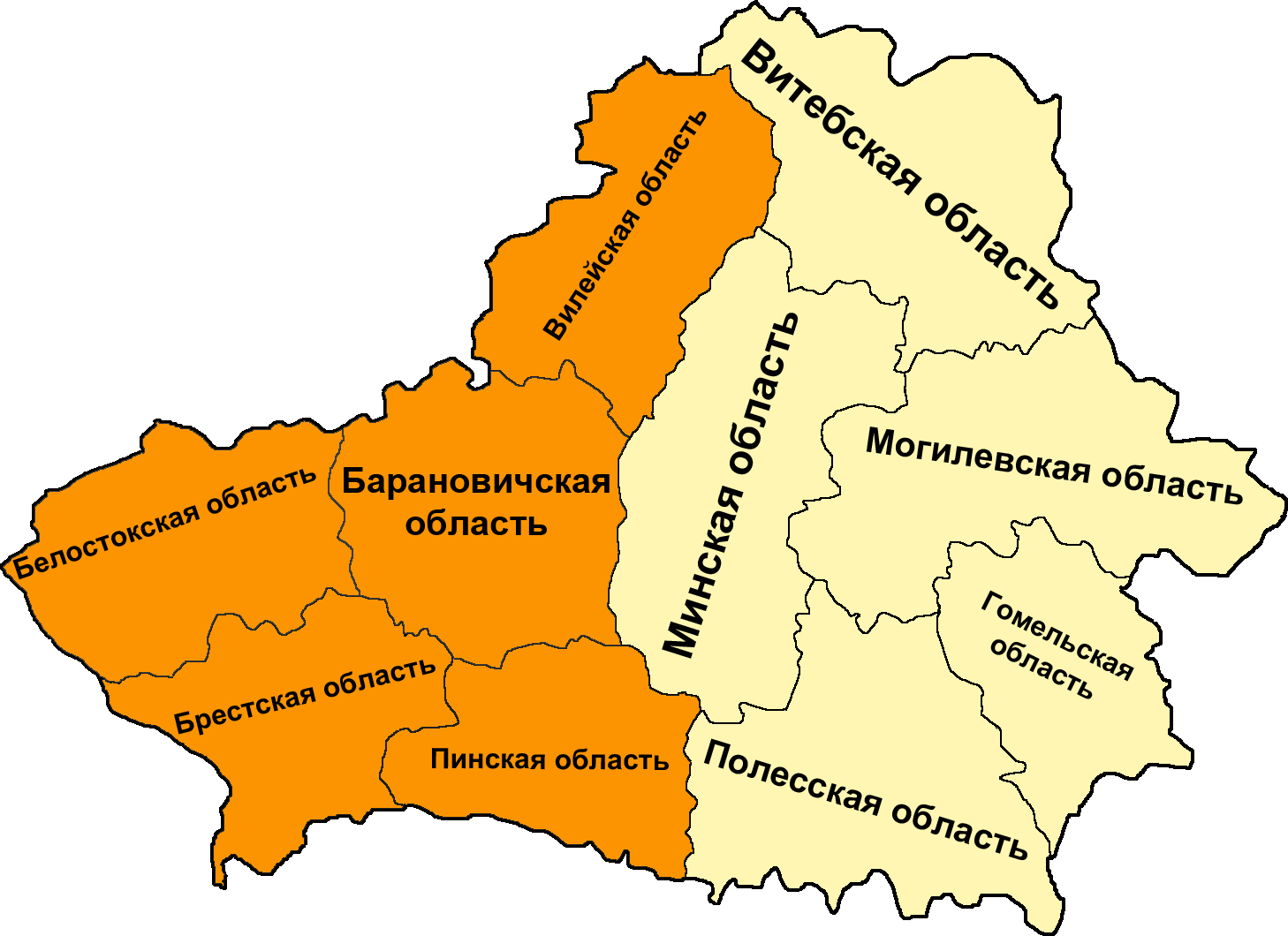
Административное деление Белоруссии (1939-1941) после вторжения в Польшу в 1939 году, до начала операции «Барбаросса» в 1941 году.
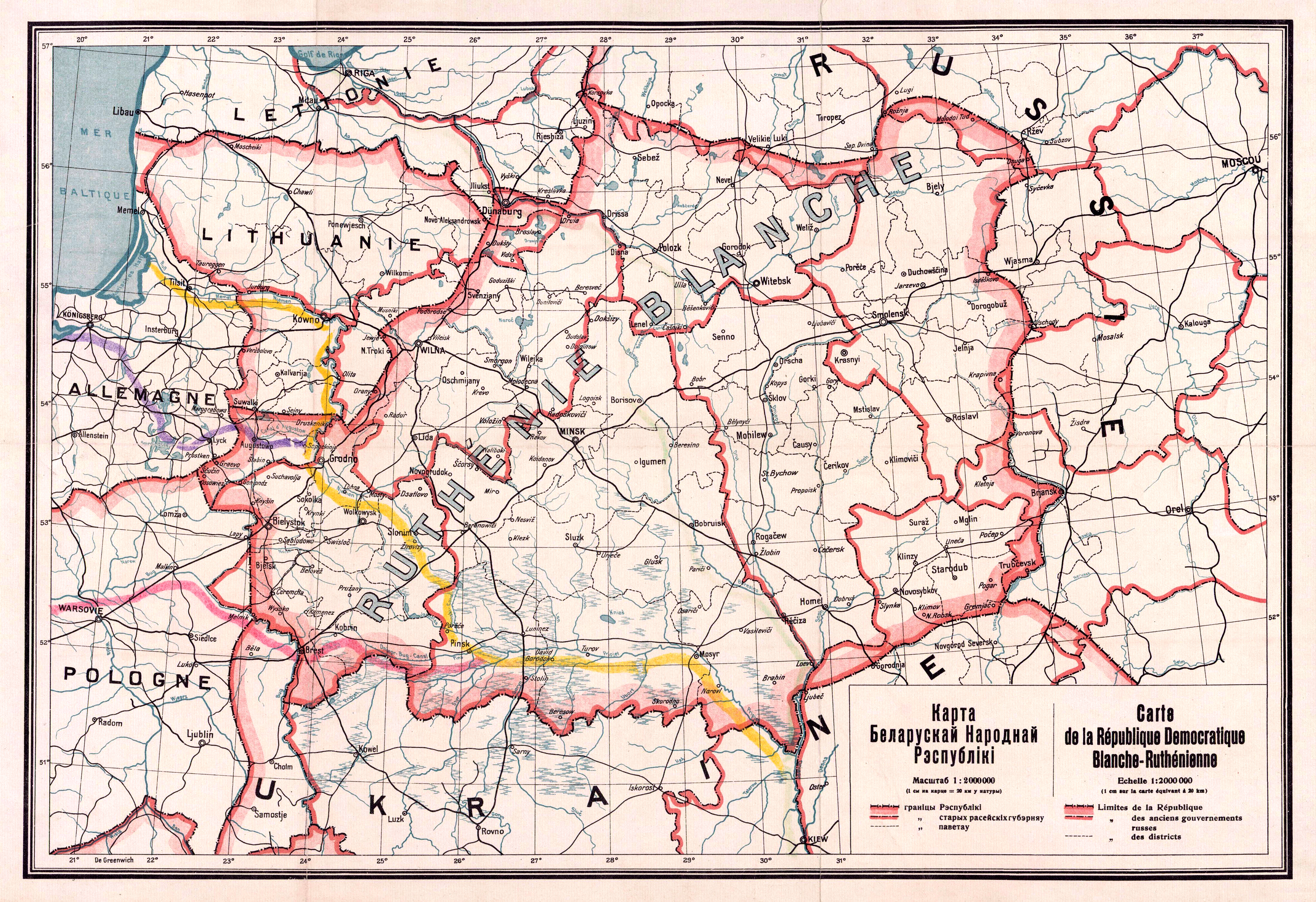
Карта с заявленными границами Белорусской Народной Республики, 1918
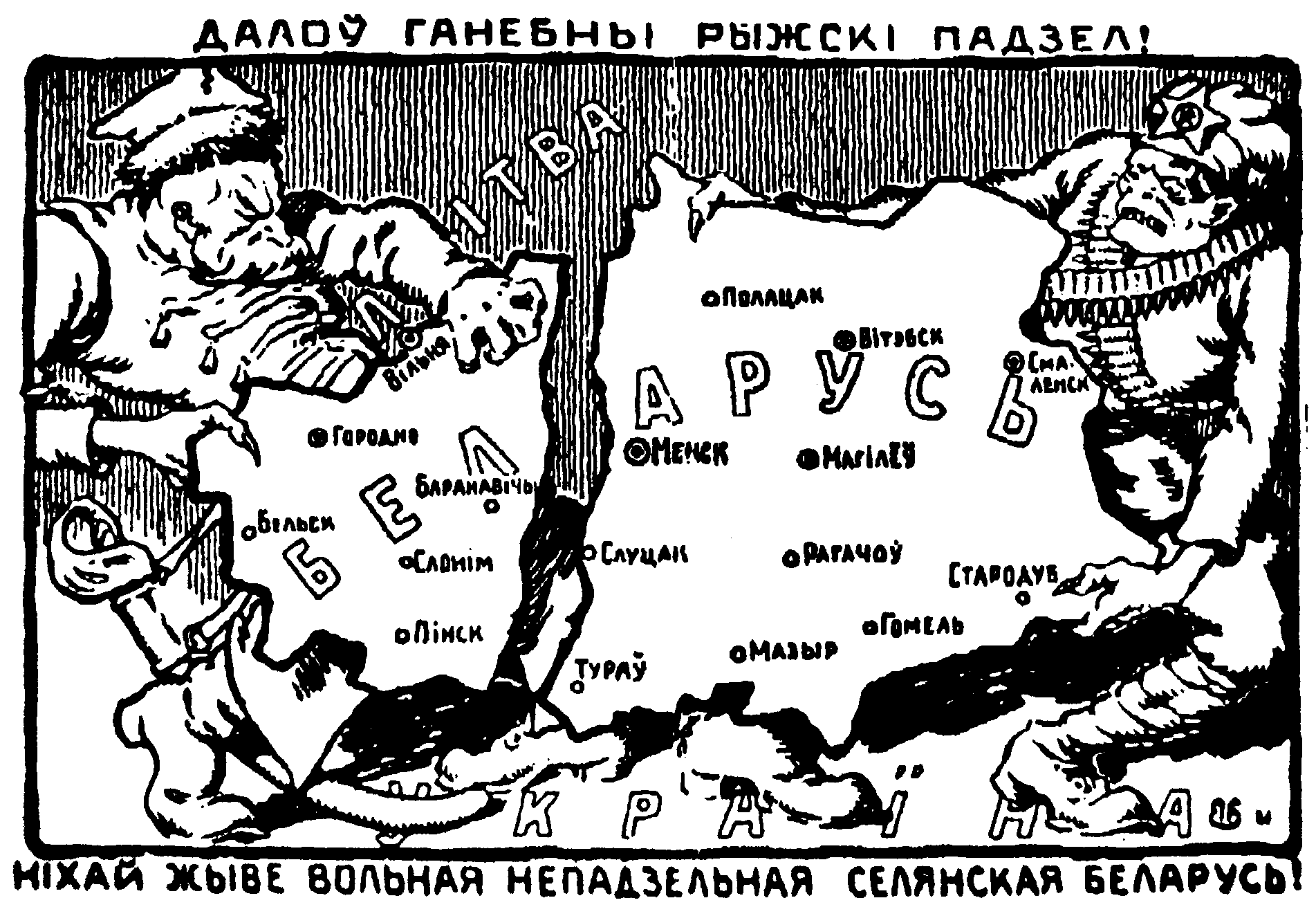
Карикатура 1921 года: «Долой позорный рижский раздел! Да здравствует свободная неделимая крестьянская Беларусь!»

### Полонизация1920—1930-х годов
Польские власти в 1920—1930-х года проводили политику полонизации национальных окраин. Эта политика имела свои особенности в Западной Белоруссии в связи с её национально-религиозным составом, географическим положением и низким уровнем экономического развития. По мысли части польской элиты, Западная Белоруссия должна была стать территорией для польской экспансии на Восток — к границам 1772 года (то есть к включению в состав Польши всей территории Белоруссии). Белорусское население подлежало полонизации. Так министр юстиции Польши в 1926—1928 годах А. Мейштович утверждал:

Белоруссия самой историей предназначена быть мостом для польской экспансии на Восток. Белорусская этнографическая масса должна быть переделана в польский народ. Это приговор истории; мы должны этому способствовать.
Белорусы признавались польскими властями людьми, податливыми польскому культурному влиянию. Поэтому, если полонизация украинцев проходила с помощью силовых методов и репрессий, то полонизация белорусов велась административными методами.
Межвоенная полонизация проводилась в два периода. Первый включал промежуток времени от Рижского мирного договора 1921 года до 1934—1935 годов. Второй период охватывал пять предвоенных лет — от отказа Польши сотрудничать с Лигой Наций в вопросе защиты прав национальных меньшинств (1934 год) до вступления советских войск на территорию Западной Белоруссии (сентябрь 1939 года).

#### Полонизация 1921—1934 годов
Рижский мирный договор 1921 года обязывал польские власти обеспечить русским, украинцам и белорусам «свободное развитие их культуры, языка и выполнение религиозных обрядов». Статья 109 Конституции Польши провозглашала право на сохранение языка и национальности.
Тем не менее полонизация велась и в 1921—1934 годах. В частности, написание имён православного населения было переведено на польский язык. 20 января 1930 года полесский воевода требовал от старост «строгого соблюдения написания имён православного населения». 24 мая 1934 года новогрудский воевода требовал от старост записывать акты гражданского состояния «только на государственном языке». Имели место случаи увольнения с работы неполяков (в частности, православных). В ноябре 1930 года представитель Виленского управления железных дорог предлагал старосте Дрогичинского повета Полесского воеводства уволить в трёхмесячный срок всех работников железной дороги православного вероисповедания, мотивируя эту акцию «интересами полонизации кресов».
Перед католической церковью правительством ставилась задача ополячивания и окатоличивания населения. На эти цели выделялись значительные финансовые средства. Быстрыми темпами увеличивалось количество католических костелов. В католических парафиях Западной Белоруссии проводилась работа по вытеснению белорусского языка. Польские власти подбирали ксендзов, которые способствовали ассимиляции белорусов. Многие польские ксендзы негативно относились ко всему белорусскому. Белорусское католическое движение всячески притеснялось. Ксендзы-белорусы переводились в польские парафии, им не давали возможности нормально работать, некоторых подвергали арестам.

#### Ускоренная полонизация 1935—1939 годов
Новый этап полонизации начался в 1934—1935 годах. 13 сентября 1934 года министр иностранных дел Польши Ю. Бек заявил в Женеве на заседании Лиги Наций, что его страна прекращает сотрудничество в деле защиты прав национальных меньшинств. В 1935 году умер Ю. Пилсудский. С этого времени началась активная полонизация белорусов и украинцев. В 1935 году был создан Комитет по национальным вопросам при Совете министров Польши.
Полещуков польские власти рассматривали как поляков. 24 апреля 1937 года полесский воевода Альберт де Траммекур на совещании глав восточных воеводств в Гродно утверждал, что полещуки являются отдельным народом, клином между украинцами и белорусами, который надо полонизировать, оградив от украинского и белорусского влияния. Полесский воевода В. Костек-Бернацкий 25 апреля 1938 года предписывал польским чиновникам:

…считать поляками независимо от их веры или языка тех полещуков, которые не относят себя к украинцам, белорусам или русским; относиться к ним приветливо и дружелюбно, окружая их опекой и тем самым приближая к польскости
Белостокский воевода Генрик Осташевский 23 июня 1939 года в секретном докладе в МВД Польши указывал, что белорусское население подлежит полонизации:

…белорусское население подлежит полонизации. Оно представляет собой пассивную массу без национального сознания, без государственных традиций… Надо, чтобы оно мыслило по-польски и училось по-польски в духе польской государственности
После смерти Ю. Пилсудского польскими властями были ликвидированы немногочисленные белорусские национальные и культурные организации. В 1936 году закрыли Белорусский институт экономики и культуры и Товарищество белорусской школы. В 1938 году власти Вильно приостановили деятельность Белорусского национального комитета, объяснив это тем, что данная организация «стремилась к созданию независимого белорусского государства и к отрыву от Польши её восточных земель». К 1938/39 учебному году не осталось ни одной белорусской школы.
Взамен ликвидированных белорусских организаций были созданы польские общественные структуры. В 1935 году в Белостоке при поддержке властей создали «Общество православных поляков имени Пилсудского». В Гродно был организован «Дом православных поляков имени Батория».
Особенно усилилось давление на католических священнослужителей, поддерживающих распространение белорусского языка, в связи с деятельностью во второй половине 1930-х годов Корпуса охраны в приграничных территориях, когда любого «неблагонадежного» ксендза могли выслать в центральные районы, также выслать могли нежелательных католических активистов. Это вызывало недовольство общественности. Однако в 1938 году польское МВД усилило эту кампанию, расширив приграничную полосу до 150 км.
Полонизация коснулась также православной церкви. Она велась по двум направлениям — борьба с православием (снос храмов, увольнение лиц православного исповедания с работы и т. п.) и созданием Польской автокефальной православной церкви для отрыва православных приходов от Русской православной церкви. В 1938 году в соседнем с Западной Белоруссией Люблинском воеводстве (там жили православные украинцы) польские власти провели кампанию по сносу православных храмов. Кампания по сносу православных храмов коснулась Западной Белоруссии — власти разрушили православные храмы в Гродно и Белостоке под тем предлогом, что они не вписывались в планы развития городов. Кирпич от разрушенного в Гродно храма Александра Невского был использован для строительства зоопарка.
Комитет по национальным вопросам при Совете министров Польши принял решение о превращении православной церкви в «инструмент распространения польской культуры на восточных землях». Для реализации этой цели были приняты меры:
- Ликвидированы православные семинарии в Вильно и Кременце;
- Подготовка православного духовенства осуществлялась на факультете богословия Варшавского университета;
- Распространение практики проповедей на польском языке в православных храмах.

Польскими властями на территории Западной Белоруссии в Берёзе-Картузской был открыт концентрационный лагерь, который функционировал с июня 1934 по сентябрь 1939 года. Проводились репрессии против членов просоветских левых партий, в том числе Белорусской крестьянско-рабочей громады и Коммунистической партии Западной Белоруссии.
Польские воеводы в конце 1930-х годов отмечали, что полонизация белорусского населения идет медленно. Белостокский воевода Генрик Осташевский 23 июня 1939 года в секретном докладе в МВД Польши отмечал:

…сейчас можно ещё белорусов ассимилировать, но в этом направлении у нас почти ничего не сделано, а если и сделано, то очень мало
Осташевский выражал сожаление в связи с «давними русскими симпатиями» белорусов, которые поддерживаются «православным духовенством, русскими националистами и советской пропагандой». Вместо этого Осташевский предложил «выработать симпатии к Польше» через усиление польской пропаганды и инвестиции «в народное образование, транспорт и здравоохранение».

### Советизация 1939—1941 годов
23 августа 1939 года советское правительство заключило с германской стороной Договор о ненападении между Германией и Советским Союзом, более известный как «Пакт Молотова — Риббентропа». Считается, что в соответствии с секретным протоколом к нему «восточные окраины» Польши стали частью «сферы влияния» СССР.

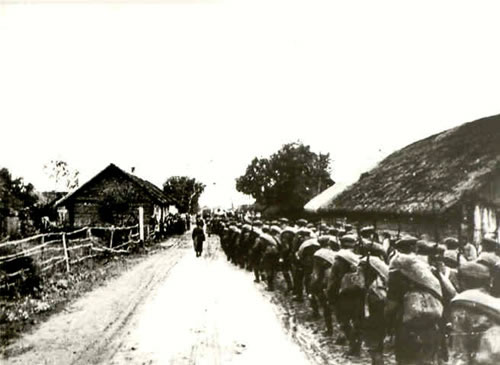
Красная Армия у Молодечно, 17 сентября 1939 года

В сентябре 1939 года началась Вторая мировая война и Советский Союз, дождавшись разгрома Германией польских войск и бегства польского правительства, 17 сентября довёл до польского посла Вацлава Гржибовского ноту, в которой проинформировал:

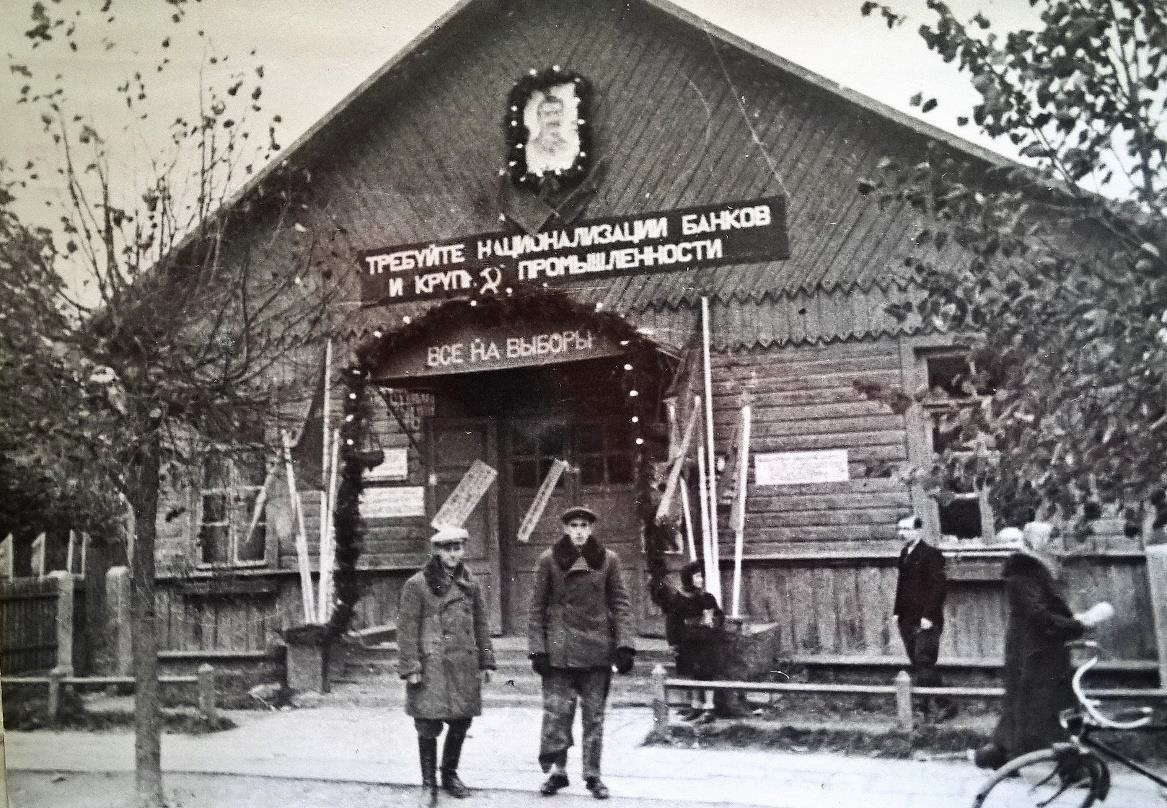
Один из избирательных участков Барановичей в день выборов в Народное Собрание Западной Белоруссии, 22 октября 1939 года

«Советское правительство не может также безразлично относиться к тому, чтобы единокровные украинцы и белорусы, проживающие на территории Польши, брошенные на произвол судьбы, остались беззащитными. Ввиду такой обстановки советское правительство отдало распоряжение Главному командованию Красной армии дать приказ войскам перейти границу и взять под свою защиту жизнь и имущество населения Западной Украины и Западной Белоруссии».
Проинформировав о ноте Польшу и другие страны, 17 сентября Советское правительство отдало приказ РККА перейти польскую границу и занять территории польских «кресов» — Западной Белоруссии и Западной Украины. Данные события известны как Освободительный поход Красной Армии или Польский поход 1939 года. В результате похода уже в сентябре 1939 года Западная Белоруссия была полностью занята Красной Армией и обе части Белоруссии — Восточная (БССР) и Западная (польские «кресы всходние») фактически объединились. В Западной Белоруссии, формально ещё отдельной, стали формироваться Советы и проходить народные собрания, итогом деятельности которых стала подготовка юридического оформления воссоединения.
14 ноября 1939 года Верховный Совет БССР постановил принять Западную Белоруссию в состав БССР. Таким образом, территория БССР и её население увеличились почти в два раза. После этого начался процесс установления в Западной Белоруссии таких же порядков, как и на прочих территориях СССР, что сопровождалось политическими репрессиями.
Как пишет ведущий научный сотрудник Государственного архива Минской области Василий Матох, на территории Западной Белоруссии была 21 тюрьма. Лишь в ночь с 19 на 20 июня 1941 года было арестовано 24 412 человек.

## Эмиграция из Западной Белоруссии
Из Западной Белоруссии существовала сравнительно небольшая эмиграция: по польским официальным данным из Виленского, Новогрудского, Полесского и Белостокского воеводств выехали в 1927—1938 годах на постоянное место жительства за рубеж 97,6 тыс. человек. Уезжали преимущественно в США, Аргентину, Латвию, Литву, Чехословакию и во Францию.

## Население

### Состав по национальному признаку и вероисповеданию

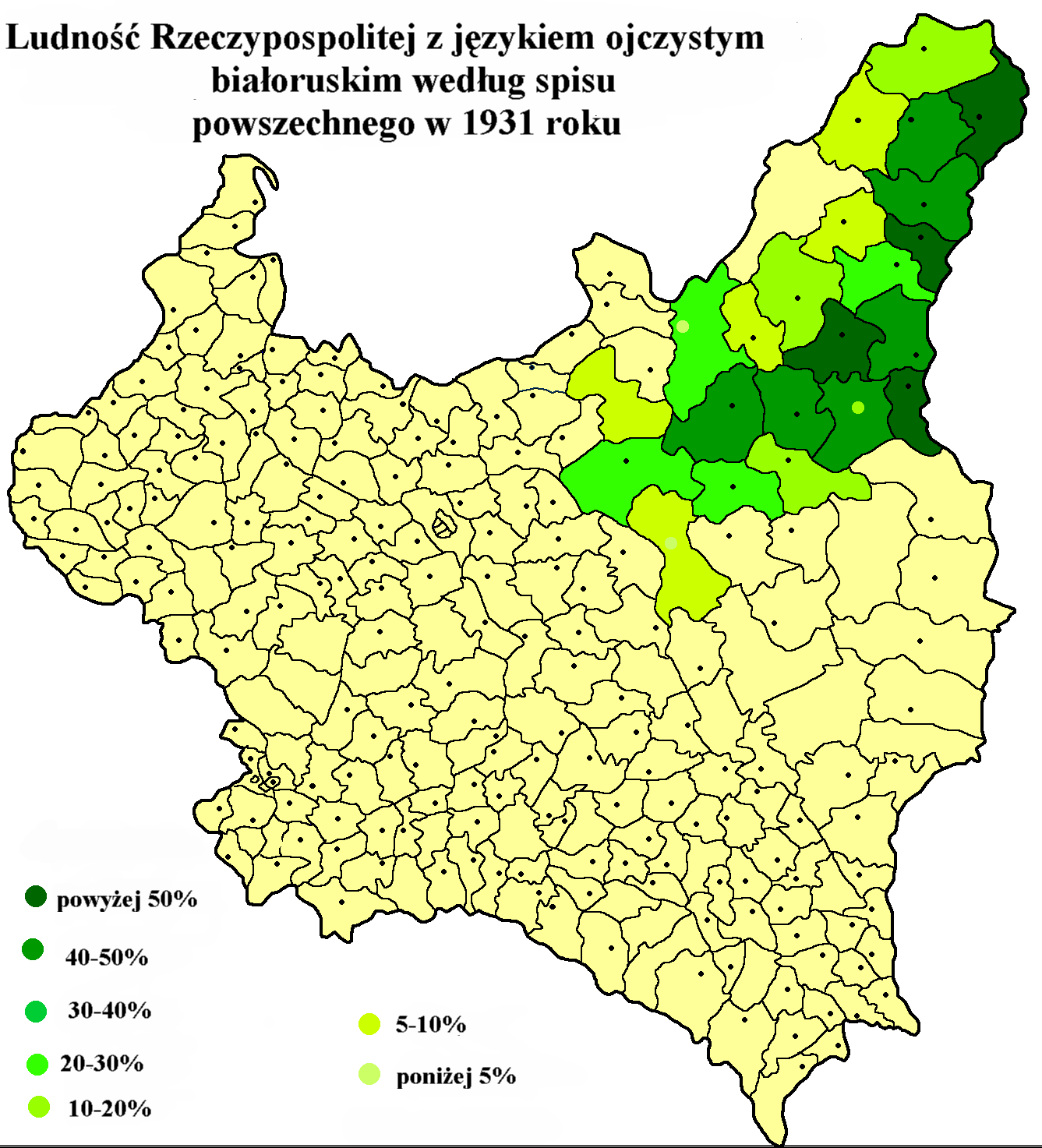
Белорусский язык в Польской Республике по переписи 1931 года (без указавших родным языком «тутэйший»)

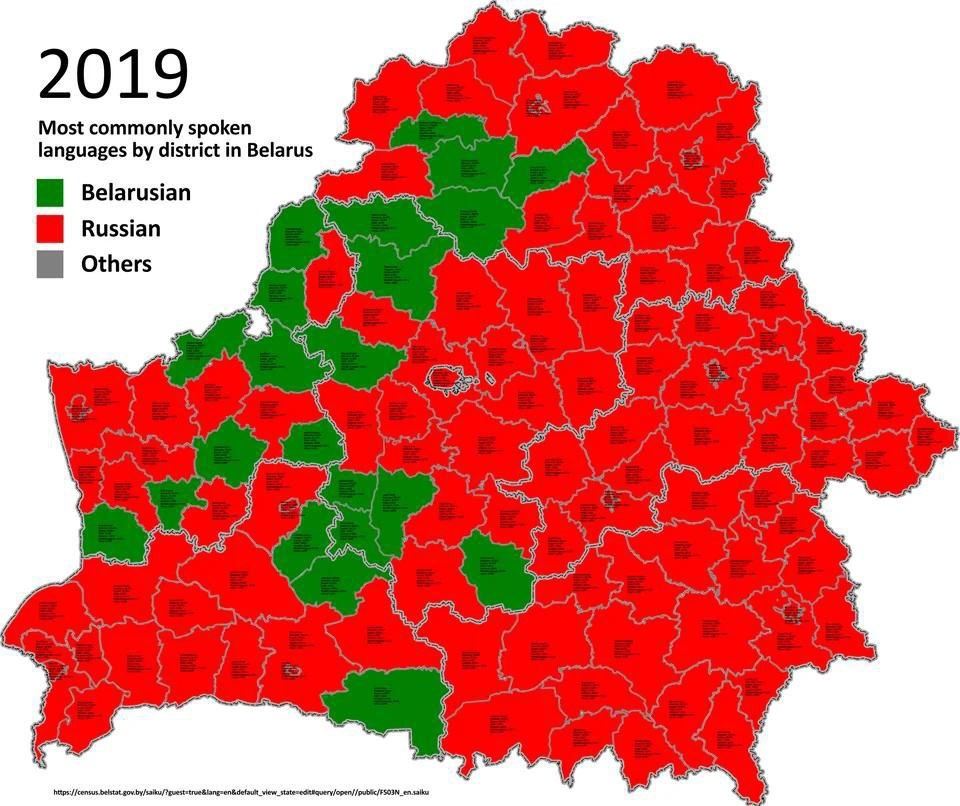
Наиболее распространённый язык общения населения в районах и горсоветах Беларуси по переписи 2019 года

По данным переписи 1921 года в четырёх воеводствах Западной Белоруссии (Виленском, Полесском, Белостокском и Новогрудском) проживали 1034,6 тыс. белорусов, а по переписи 1931 года — 984,1 тыс. Значительная часть населения Западной Белоруссии не определила свою национальную принадлежность — например, в Полесском воеводстве в ходе переписи 1931 года 707 тыс. человек (62,4 % всех жителей воеводства), назвали свой родной язык «тутэйший» (см. полещуки).
Согласно переписи 1931 года и оценкам польского правительства в эмиграции состав населения Западной Белоруссии был следующим:
| Показатель                                      | 1931 (перепись 9-12-1931) | 1939 (оценка 31-08-1939) |
| ----------------------------------------------- | ------------------------- | ------------------------ |
| Численность населения (тыс. чел.)               | 4218                      | 4733                     |
| Доля населения с родным польским языком         | 49,2 %                    | 49,0 %                   |
| Доля населения с родным белорусским языком      | 23,0 %                    | 23,3 %                   |
| Доля населения с родным еврейским языком (идиш) | 9,4 %                     | 9,0 %                    |
| Доля населения с родным русским языком          | 1,9 %                     | 1,9 %                    |
| Доля римских католиков                          | 43,3 %                    | 42,9 %                   |
| Доля православных                               | 45,6 %                    | 46,5 %                   |
| Доля иудеев                                     | 9,6 %                     | 9,3 %                    |

При анализе польских официальных данных о языковом составе следует учитывать то, что при проведении переписи населения 1931 года в предвоенной Польше было учтено 990 тыс. человек с родным белорусским языком, а в Полесском воеводстве (примерно соответствующем современной Брестской области) было учтено 707 тыс. жителей с «тутэйшим» языком. На территории Западной Белоруссии доля населения с «тутэйшим» языком составляла около 15 % населения.

### Городское и сельское население

#### Городское население
В Польше с 1918 по 1939 годы были три категории городов (город-центр воеводства, город-центр повета, город-центр гмины), а также значительно более многочисленные местечки, имевшие промежуточный статус между городом и сельскими населёнными пунктами. Ниже перечислены населённые пункты, которые имели официальный статус города (указаны только те из них, которые находились на современной территории Беларуси):
Города — центры воеводств: Новогрудок, Брест (официально именовавшийся Брест-над-Бугом), Вильно
Города — центры поветов: Гродно, Волковыск, Брацлав, Поставы, Глубокое, Вилейка, Молодечно, Ошмяны, Воложин, Лида, Щучин, Столбцы, Слоним, Барановичи, Несвиж, Пружаны, Ивацевичи, Лунинец, Кобрин, Дрогичин, Пинск, Столин, Троки, Вилейка
Города — центры гмин (курсивом указаны города, которые после присоединения к Белорусской ССР утратили этот статус и впоследствии не восстановили его до настоящего времени): Клецк, Ляховичи, Раков Молодецкий, Дятлово, Ивенец, Ивье, Мир, Докшицы, Дисна, Радошковичи, Сморгонь, Индура, Скидель, Свислочь, Зельва, Берёза Картузская, Давид-Городок, Каменец Литовский, Коссов, Лунинец, Пружаны, Ружаны, Высокое Литовское, Шерешево, Антополь, Городная, Иваново, Кожан-Городок, Лахва, Логишин, Мотоль.

## Образование
В образовании имела место полонизация, которая выражалась в сокращении числа начальных белорусских школ: их число в Западной Белоруссии уменьшилось с 32 (1922/23 учебный год) до 5 (1938/39 учебный год).
С ноября 1924 года изучение основ католицизма вводилось в качестве обязательного предмета во всех школах на территории Польши, в то время как преподавание дисциплин других конфессий было запрещено или встречало препятствия.

## Культура

### Театр
В Западной Белоруссии действовали 1984 театральных кружка Союза деревенской молодёжи, который занимался воспитанием «хороших граждан» Польской Республики. Часть спектаклей давалась на белорусском языке. Ни одного белорусского или литовского профессионального театров не было по состоянию на 1936 год. Театры действовали в Гродно и Вильно, также функционировали передвижные театры.

## Экономика

### Сельское хозяйство
В Западной Белоруссии преобладало изначально частное землевладение — по официальной статистике в 1921 году в частных руках находились 88,4 % всей земли, тогда как у государства — 10,8 %, у церкви — 0,3 %.

### Промышленность
Промышленность в Западной Белоруссии в польский период была неразвита — в 1928 году в регионе было только 709 промышленных предприятий, на которых трудились 15,8 тыс. рабочих. Ведущей отраслью была деревообработка — в ней в 1928 году трудилось 44,2 % всех рабочих.

## Православие в Западной Белоруссии
Православная церковь на территории Западной Белоруссии с 1925 года (как и остальные православные приходы в Польской Республике) перешла в каноническое подчинение Константинопольскому патриархату. В межвоенный период началась медленная белорусизация, но русский язык всё равно продолжал доминировать. С 1925 года выходил журнал «Праваслаўны Беларус». В 1926 году вышел учебник «Сьвяшчэнная гісторыя Старога Запавету», за ним ещё несколько.
Конституция Польши и условия Рижского договора гарантировали полную свободу всем гражданам польского государства без различия их национальности и вероисповедания. На практике это выглядело несколько иначе. В Польше в межвоенный период доминировала концепция национальных демократов, согласно которой католическая церковь выступала средством сплочения общества. Была взята модель национально-государственного строительства, где главную роль играла религия (её власти тесно связывали с патриотизмом). Этот план предусматривал то, что национальные меньшинства попадали под культурную и религиозную ассимиляцию. Польские власти опасались того, что большевики, подчинив себе православную церковь в СССР, используют её для влияния на православных в польском государстве. Правящие круги Польши стремились превратить православную церковь в инструмент для ассимиляции и дальнейшей интеграции местного населения с этнично польским. Польские государственные власти усматривали угрозу в местном православном духовенстве, которое, по их мнению, продолжало русификацию. Перед католической церковью правительством ставилась задача окатоличивания населения.
Юридическое положение православной церкви в Польше долгое время не было определено государственным законом. До 1938 года единственным документом юридического содержания являлись «Временные правила об отношении правительства к Православной Церкви в Польше» (1922 г.). Они противоречили конституционным нормам и ограничивали деятельность православных приходов, а также давали властям многочисленные возможности вмешательства во внутренние дела церкви. В то же время оставались вопросы, которые не были документально определены, например, такие как статус юридического лица, церковной собственности, объём дотаций духовенству. Их решение польское правительство откладывало на неопределенное время. Белорусские, украинские и русские политические круги были недовольны введением «Временных правил». Послы Сейма от национальных меньшинств выступали за их отмену.
Православная церковь была поставлена в неравное по сравнению с Католической церковью материальное положение, теряла часть независимости. Провозглашение автокефалии Православной церкви в Польше в 1924 году и введение законов 1938 года почти ничего не изменили. Вышедший в 1938 году «Внутренний Статут Святой Польской Автокефальной Православной Церкви» только санкционировал полное подчинение церкви государству.
Белорусский историк Александр Вабищевич пишет, что уже в 1925 году польское правительство выделяло для православной церкви средства, которые не удовлетворяли её потребности. Увеличивать финансовую поддержку Польша стала только с конца 1920-х годов. Однако выделяемые средства не могли существенно улучшить материальное положение духовенства. Католическая церковь получала большее финансирование, чем православная. А. Вабищевич отмечает, что по состоянию на 1924 год Министерство вероисповеданий и общественного просвещения выделяло православным средства относительно католиков в пропорции 1/67, что было не соизмеримо реальным соотношениям количества верующих этих двух конфессий.
В межвоенной Польше органом, занимавшимся управлением епархий, являлась духовная Консистория. Существование этого органа было тяжелым бременем для бедного приходского духовенства. Полесский воевода писал в Министерство вероисповедании и просвещения, что «политика Консистории в административных делах направлена на материальные выгоды ее членов и увеличение поборов с духовенства». Духовенство обязано было платить ряд пошлин, некоторые из них превосходили доход сельских священников в несколько раз.
Под давлением польских властей была объявлена автокефалия Церкви, создавались условия для полного подчинения православных клириков установкам политического руководства Польши. Епархиальные съезды православных в Вильно и Гродно осудили создание автокефалии, съезд духовенства против автокефалии православной церкви прошёл в Кобринском повете. На съездах в Вильно и Кобринском повете критике подверглось то, что автокефалия была создана неканоническим путем. Несогласные с проводимой политикой иерархи и священнослужители отстранялись от работы, подвергались арестам, высылались в центральные районы. Часть несогласных вынуждена была покинуть страну. Неблагоприятную политику властей по отношению к православной церкви поддерживали консервативные католические круги. Особенно ярко это проявилось в борьбе за храмы. Под прикрытием ревиндикации представители польской светской власти или Римско-католической церкви в западнобелорусских землях закрывали или захватывали православные храмы. Многие богослужебные здания захватывались католиками самовольно, а государственные органы никак не реагировали на факты грубого нарушения законодательства. Отобрание православных храмов не носило характера государственной необходимости. Многие из них не использовались по прямому назначению или обслуживали незначительное количество прихожан, в то время как православные были лишены возможности удовлетворения своих религиозных чувств. В ходе ревиндикции в отобранных православных храмах ломались иконостасы, уничтожались произведения скульптуры, декоративно-прикладного искусства. Наблюдались акты вандализма относительно православных кладбищ.
Уже к сентябрю 1921 года от имени православного духовенства и политических организаций стали поступать первые сведения о произволе, нарушении конституционных прав и статей Рижского договора в области религии. Православные епископы в обращении к Московскому Патриарху Тихону жаловались на сокращение приходов, указывая, что ряд храмов не получают права «свободного служения своему Богу». В списке закрытых на сентябрь 1921 года православных монастырей и церквей протоиерей Иоанн Корчинский пишет: «По сообщению Гродненского Епископа Владимира поляки забрали всего в Гродненской епархии более 50 православных церквей на костёлы. Из этого числа только 5–6 были когда-то костёлами. Теперь поступают всё новые заявления о захвате церквей и раскассировании поляками православных белорусских приходов. Всех православных приходов в Гроденщине в 1915 г. было 362. {…} В настоящее время… около 100». Секретарь Посольства БНР в Литве, протоколируя факты перевода в костёлы «польскими оккупационными властями в Гродненской губернии» около 30 церквей, отмечал, что многие из них когда-то были униатскими, а не католическими.
Известны случаи уничтожения православных храмов. Например, до конца 1920-х годов в Полесском воеводстве 5 православных храмов было уничтожено.
По инициативе ксендзов в 1930 году были возбуждены дела о ревиндикции 500 православных храмов. По данным белорусских историков Ивана Янушевича, Владимира Новицкого и Елены Ефимович, 300 из них перешли к католикам. Белорусский историк Александр Вабищевич считает, что до лета 1929 года в Западной Белоруссии и Западной Украине было преобразовано в костелы более 1300 православных храмов. Однако в конце 1920-х – 1-й половине 1930-х годов ревиндикация сопровождалась массовыми судебными разбирательствами (всего в польские судебные учреждения подано 755 исковых заявлений). По данным Вабищевича, всего в Польше на протяжении 1918 – 1930 годов подверглись ревиндикации 278 православных монастырей, церквей, часовен. По более поздним последствиям ревиндикации приводит информацию белорусский историк Владимир Новицкий, который считает, что до июня 1936 года в Западной Белоруссии в костелы было преобразовано более 1300 православных храмов. Белорусский историк Елена Соколова считает, что более 1300 православных церквей были преобразованы в костелы к 1936 году. Вместе с тем, количество православных храмов уменьшалось не только из-за передачи их католикам, польские власти также закрывали православные церкви в учебных заведениях, госпиталях, тюрьмах.
Ревиндикация имущества православной церкви подорвала её экономические позиции и нанесла ощутимый урон православному материальному наследию.
Православие в Польше как не исконно польское течение христианства было гонимо, но если удавалось отстоять право православного прихода на существование, то духовенство могло служить церковные службы вполне законно и беспрепятственно.
После переворота 1926 года государство переходит на более мягкую политику ассимиляции путем нормализации отношений с православной церковью. Власти продолжали политику относительно введения польского языка, но на деле этот язык не воспринимался населением, которое считало введение польского языка как попытку навязывание католицизма и неоунии. В это время религиозное обучение и проведение проповедей проходило в основном на русском языке. Вместе с тем, духовенство во многих местностях использовало белорусский язык в качестве вспомогательного при обучении детей. 3 октября 1924 года Архиерейский Синод принял постановление, в котором было разрешено использование белорусского, польского, украинского, чешского языков в тех службах, текст которых будет представлен церковным властям. Было дано разрешение проповедовать на языке верующих, преподавать на нём религию и вводить родной язык в семинариях. Во второй половине 1930-х годов в Польше активизировалось проведение полонизации. Духовенство, которое не желало вводить польский язык в богослужениях, лишалось местными властями финансовых дотаций. Польские власти стремились контролировать весь клир православной церкви в Польше. Духовенство, по их мнению, должно было быть лояльным к властям. Во второй половине 1930-х гг. польский язык становится единственным языком для церковного делопроизводства и печати (к примеру, в сентябре 1935 года гродненскими иерархами на польский язык переведено делопроизводство консисторий, а также издано указание благочинным о частичном переводе богослужений и издании основ религии на польском языке).

## Униатство в Западной Белоруссии
В Западной Белоруссии развернули свою деятельность униаты. С 1923 года по 1939 год ими было создано 30 приходов, объединяющих около 17 000 верующих. Униаты наряду со словом Божьим пропагандировали местный язык и традиции. Многие из священнослужителей были по национальности немцами, французами, итальянцами. Они начинали изучать белорусский язык и применять его в проповедях и при организации занятий. С одной стороны, Папский престол получал новых сторонников, поднимал свой авторитет среди местного населения. С другой стороны, консервативные политические и клерикальные круги были недовольны противодействием процессу ополячивания. Из-за пробелорусской позиции на униатских священников оказывалось сильное давление, создавались административные препятствия, были и факты закрытия их богослужебных зданий.

## Административное деление

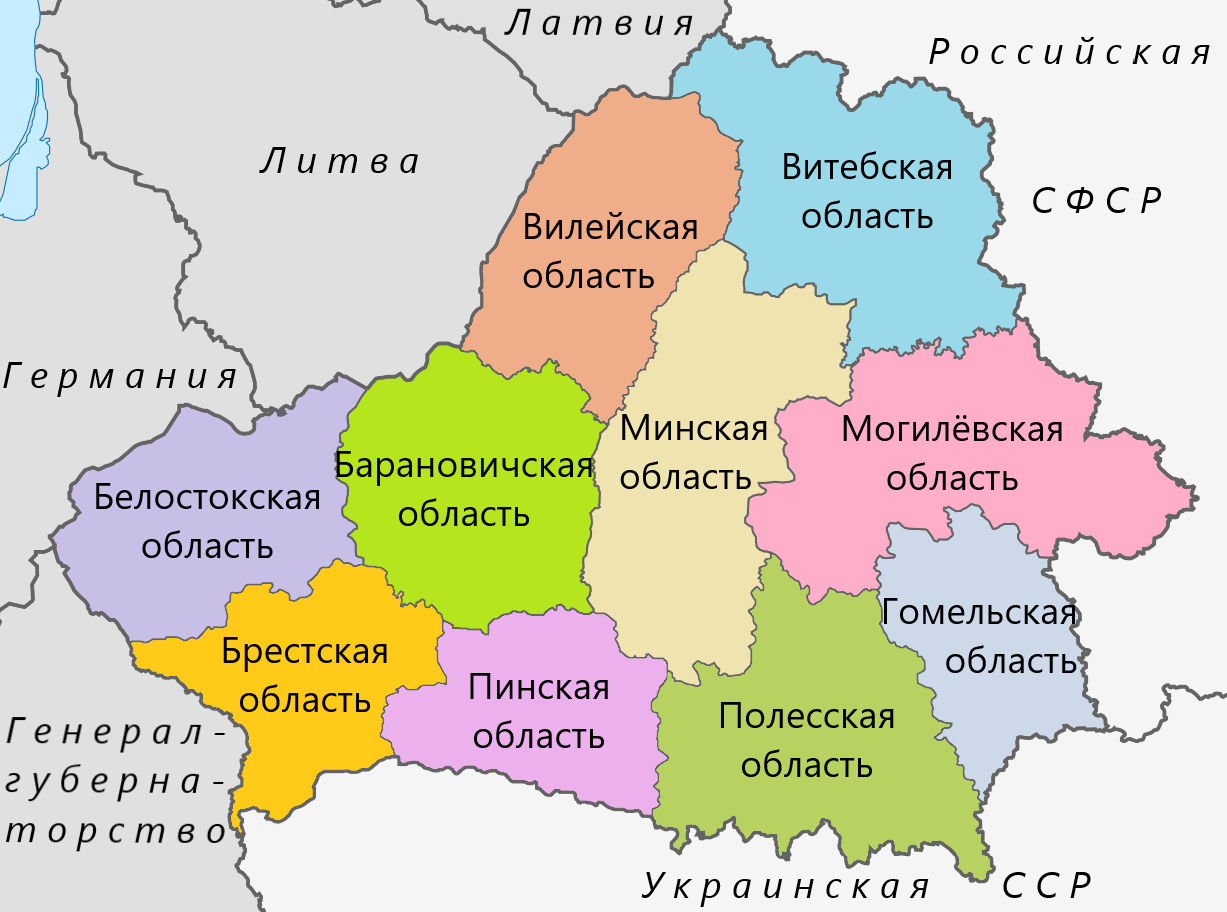
Административное деление Белорусской ССР в своих максимальных границах в период между 4 декабря 1939 и летом 1940 года

После проведения Народного Собрания Западной Белоруссии и присоединения к Белорусской ССР, Западная Белоруссия состояла из пяти областей (на январь 1940):
- Барановичская область;
- Белостокская область;
- Брестская область;
- Вилейская область;
- Пинская область.

После освобождения Белоруссии от нацистов в 1944 году области были разукрупнены. На территории Западной Белоруссии расположились следующие вновь образованные области: полностью Гродненская и частично Полоцкая. Вилейская область была переименована в Молодечненскую.
Современная западная граница Беларуси с Польшей проходит по так называемой «линии Керзона» с небольшими отступлениями в пользу Польши. По результатам Ялтинской конференции 1945 года, Белостокская область, а также небольшие участки Гродненской и Брестской области были переданы Польской Народной Республике. По современному административному делению, на территории Западной Белоруссии находятся Брестская и Гродненская области, западные районы Минской, Витебской и небольшой северо-западный участок Житковичского района Гомельской области Беларуси.

## Галерея

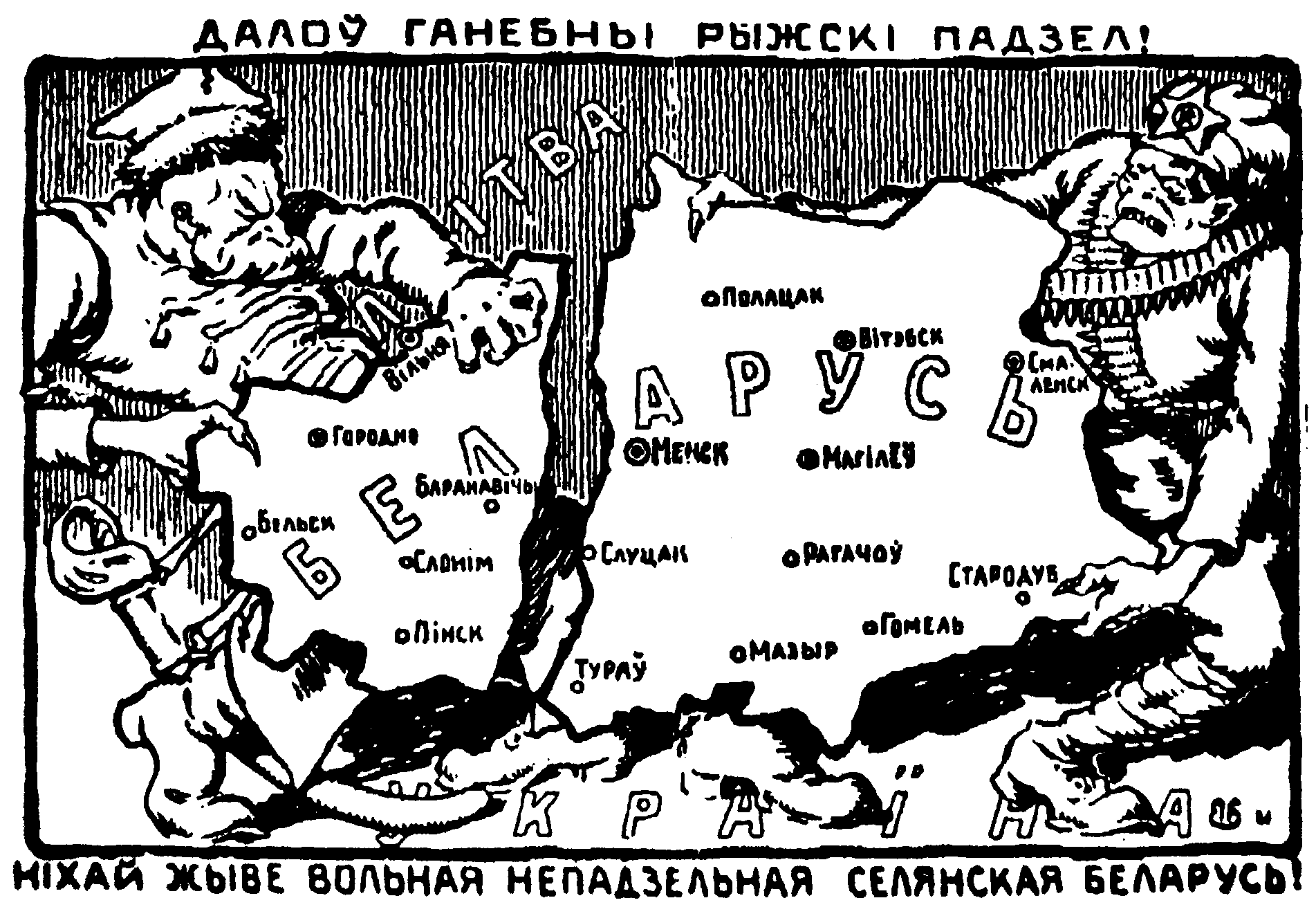
«Долой позорный Рижский раздел! Да здравствует свободная неделимая крестьянская Беларусь!», белорусская карикатура 1921 года.
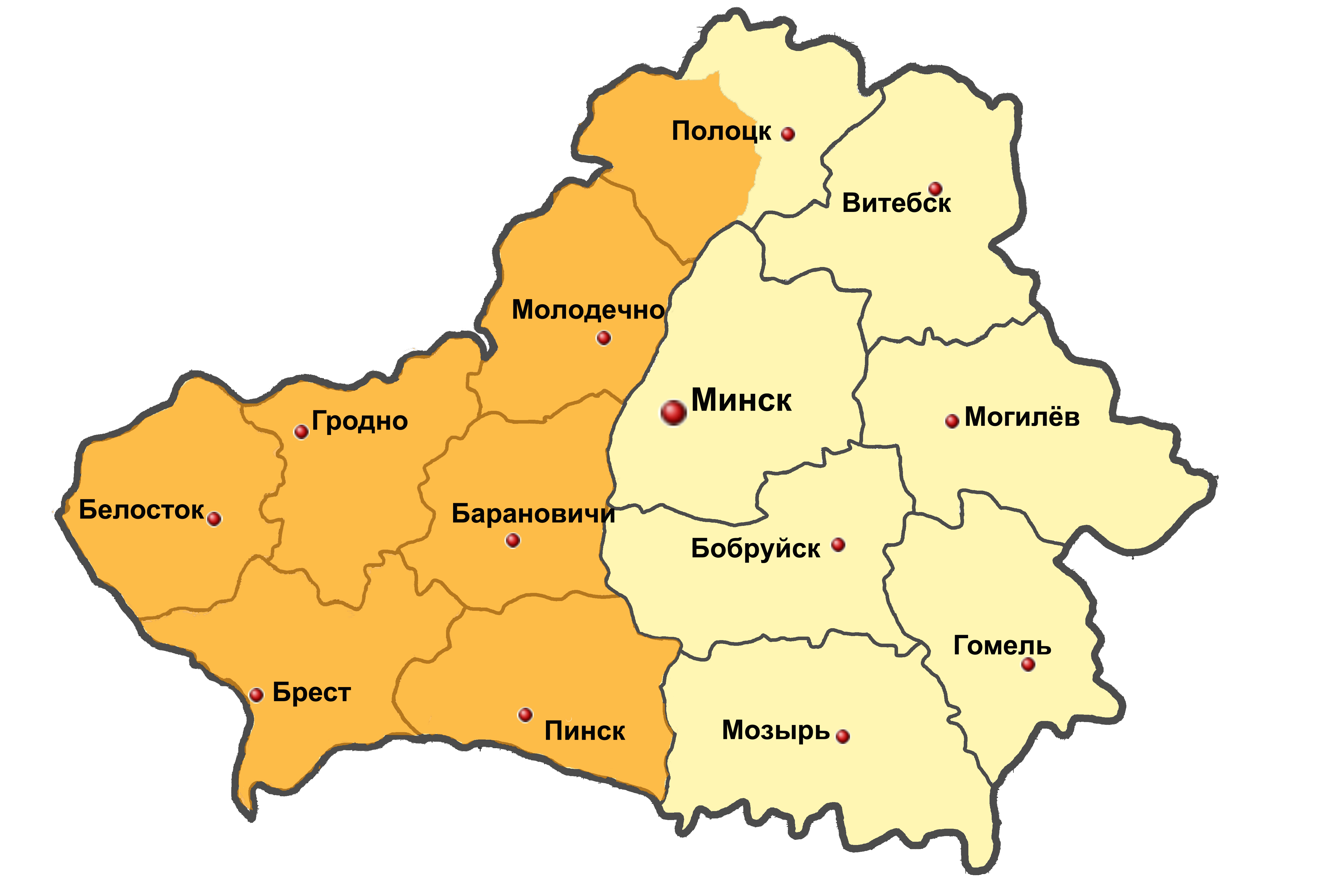
Западная Белоруссия в 1944 г. (отмечена оранжевым). На её территории находятся вновь образованные области: полностью Гродненская и частично — Полоцкая.
БССР в 1946 после передачи Белостокской области и частей Гродненской и Брестской области Польской Народной Республике (отмечено зелёным).

### Статьи
- Трафімчык, А. «Раз абсеклі Беларуса Маскалі ды Ляхі…». Падзел Беларусі 1921 г. у паэтычным асэнсаванні Янкі Купалы / А. Трафімчык // Дзеяслоў. — 2012. — № 2 (57). — C. 275—294. (Ч. 1; Ч. 2)
- Трафімчык, А. Хто чужаніцы? Якуб Колас пра падзел Беларусі 1921 года / А. Трафімчык // Дзеяслоў. — 2012. — № 5 (60). — C. 279—292. (Ч. 1; Ч. 2)